# کلکوه
کلکوه، روستایی از توابع بخش تولم شهرستان صومعه‌سرا در استان گیلان ایران است اکثر مردم این روستا به شغل کشاورزی، شالیکاری، پرورش ماهی و گاهاً دامداری و تولید کرم ابریشم مشغول هستند.
۹۰ درصد اهالیِ این روستا با هم نسبت نَسَبی دارند و سیّد حسینی می‌باشند.

## جمعیت
این روستا در دهستان تولم قرار دارد و براساس سرشماری مرکز آمار ایران در سال ۱۳۸۵، جمعیت آن ۱۱۸ نفر (۳۳خانوار) بوده‌است.